# Liste des cantons de l'Ariège

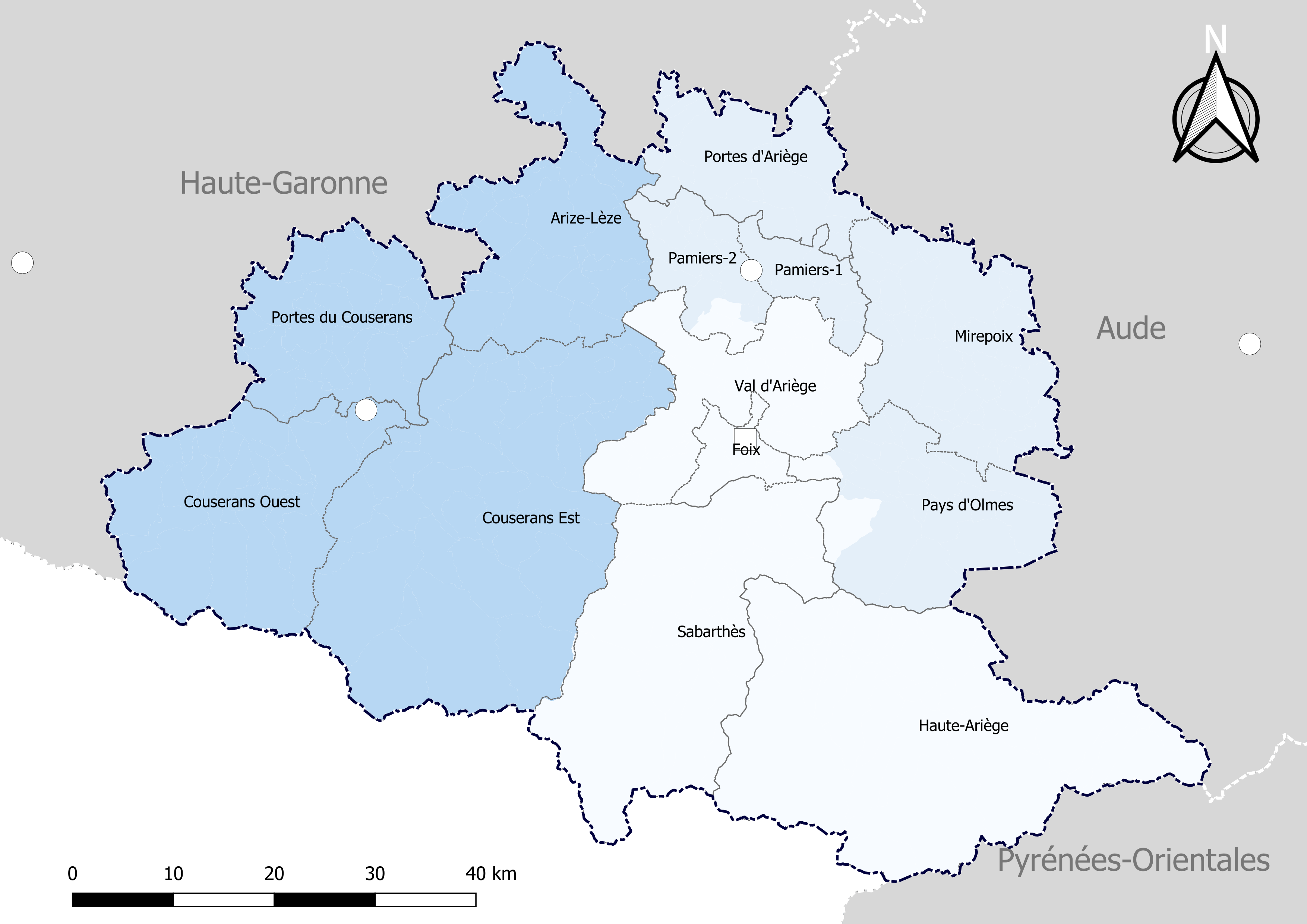
Découpage cantonal du département de l’Ariège, avec en surimpression les arrondissements (en nuances de bleu) - Carte arrêtée au 1er janvier 2019.

Le département de l'Ariège compte 13 cantons à la suite du redécoupage cantonal de 2014. Auparavant ce nombre était de 22 depuis 1985.

## Histoire

### Découpage cantonal antérieur à 2015
Liste des 22 cantons de l'Ariège, par arrondissement :
| Arrondissement de Foix (9 cantons)         | canton d'Ax-les-Thermes - canton de La Bastide-de-Sérou - canton des Cabannes - canton de Foix-Rural - canton de Foix-Ville - canton de Lavelanet - canton de Quérigut - canton de Tarascon-sur-Ariège - canton de Vicdessos |
| Arrondissement de Pamiers (7 cantons)      | canton du Fossat - canton du Mas-d'Azil - canton de Mirepoix - canton de Pamiers-Est - canton de Pamiers-Ouest - canton de Saverdun - canton de Varilhes                                                                     |
| Arrondissement de Saint-Girons (6 cantons) | canton de Castillon-en-Couserans - canton de Massat - canton d'Oust - canton de Sainte-Croix-Volvestre - canton de Saint-Girons - canton de Saint-Lizier                                                                     |

#### Homonymie
Il n'y a pas d'homonymie pour l'arrondissement de Saint-Girons et les cantons des Cabannes, de Mirepoix et de Saint-Girons, même s'il en existe pour chacune des communes chefs-lieux.

### Redécoupage cantonal de 2014
Dans la poursuite de la réforme territoriale engagée en 2010, l'Assemblée nationale adopte définitivement le 17 avril 2013 la réforme du mode de scrutin pour les élections départementales destinée à garantir la parité hommes/femmes. Les lois (loi organique 2013-402 et loi 2013-403) sont promulguées le 17 mai 2013. Un nouveau découpage territorial est défini par décret du 18 février 2014 pour le département de l'Ariège. Celui-ci entre en vigueur lors du premier renouvellement général des assemblées départementales suivant la publication du décret, soit en mars 2015. Les conseillers départementaux sont élus au scrutin majoritaire binominal mixte. Les électeurs de chaque canton éliront au Conseil départemental, nouvelle appellation des Conseils généraux, deux membres de sexe différent, qui se présenteront en binôme de candidats. Les conseillers départementaux seront élus pour 6 ans au scrutin binominal majoritaire à deux tours, l'accès au second tour nécessitant 10 % des inscrits au 1er tour. En outre la totalité des conseillers départementaux est renouvelée.
Ce nouveau mode de scrutin nécessite un redécoupage des cantons dont le nombre est divisé par deux avec arrondi à l'unité impaire supérieure si ce nombre n'est pas entier impair et avec des conditions de seuils minimaux. Dans l'Ariège le nombre de cantons passe ainsi de 22 à 13.
Les critères du remodelage cantonal sont les suivants : le territoire de chaque canton doit être défini sur des bases essentiellement démographiques, le territoire de chaque canton doit être continu et les communes de moins de 3 500 habitants sont entièrement comprises dans le même canton. Il n’est fait référence, ni aux limites des arrondissements, ni à celles des circonscriptions législatives.
Conformément à de multiples décisions du Conseil constitutionnel depuis 1985 et notamment sa décision n° 2010-618 DC du 9 décembre 2010, il est admis que le principe d’égalité des électeurs au regard des critères démographiques est respecté lorsque le ratio conseiller/habitant de la circonscription est compris dans une fourchette de 20 % de part et d'autre du ratio moyen conseiller/habitant du département. Pour le département de l'Ariège, la population de référence est la population légale en vigueur au 1er janvier 2013, à savoir la population millésimée 2010, soit 152 038 habitants. Avec 13 cantons la population moyenne par conseiller départemental est de 11 695 habitants. Ainsi la population de chaque nouveau canton doit-elle être comprise entre 9 356 habitants et 14 034 habitants pour respecter le principe de l'égalité citoyenne au vu des critères démographiques.

## Composition actuelle

### Composition détaillée
| N° | Nom du Canton       | Bureau centralisateur | Population     | Nombre de communes       | Communes composant le canton | Localisation dans le département | Conseillers         | Conseillers     | Conseillers |
| -- | ------------------- | --------------------- | -------------- | ------------------------ | --- | -------------------------------- | ------------------- | --------------- | ----------- |
| 1  | Haute-Ariège        | Ax-les-Thermes        | 6 365 (2022)   | 46                       | Albiès, Appy, Artigues, Ascou, Aston, Aulos-Sinsat, Axiat, Ax-les-Thermes, Bestiac, Bouan, Les Cabannes, Carcanières, Caussou, Caychax-et-Senconac, Château-Verdun, Garanou, L'Hospitalet-près-l'Andorre, Ignaux, Larcat, Larnat, Lassur, Lordat, Luzenac, Mérens-les-Vals, Mijanès, Montaillou, Orgeix, Orlu, Ornolac-Ussat-les-Bains, Pech, Perles-et-Castelet, Le Pla, Prades, Le Puch, Quérigut, Rouze, Savignac-les-Ormeaux, Sorgeat, Tignac, Unac, Urs, Ussat, Vaychis, Vèbre, Verdun, Vernaux. |                                  |                     | Nathalie Canal  | PS          |
| 1  | Haute-Ariège        | Ax-les-Thermes        | 6 365 (2022)   | 46                       | Albiès, Appy, Artigues, Ascou, Aston, Aulos-Sinsat, Axiat, Ax-les-Thermes, Bestiac, Bouan, Les Cabannes, Carcanières, Caussou, Caychax-et-Senconac, Château-Verdun, Garanou, L'Hospitalet-près-l'Andorre, Ignaux, Larcat, Larnat, Lassur, Lordat, Luzenac, Mérens-les-Vals, Mijanès, Montaillou, Orgeix, Orlu, Ornolac-Ussat-les-Bains, Pech, Perles-et-Castelet, Le Pla, Prades, Le Puch, Quérigut, Rouze, Savignac-les-Ormeaux, Sorgeat, Tignac, Unac, Urs, Ussat, Vaychis, Vèbre, Verdun, Vernaux. | Alain Naudy                      | PS                  |                 |             |
| 2  | Arize-Lèze          | Lézat-sur-Lèze        | 11 064 (2022)  | 27                       | Artigat, La Bastide-de-Besplas, Les Bordes-sur-Arize, Camarade, Campagne-sur-Arize, Carla-Bayle, Castéras, Castex, Daumazan-sur-Arize, Durfort, Fornex, Le Fossat, Gabre, Lanoux, Lézat-sur-Lèze, Loubaut, Le Mas-d'Azil, Méras, Monesple, Montfa, Pailhès, Sabarat, Saint-Ybars, Sainte-Suzanne, Sieuras, Thouars-sur-Arize, Villeneuve-du-Latou. |                                  | Raymond Berdou      | PS              |             |
| 2  | Arize-Lèze          | Lézat-sur-Lèze        | 11 064 (2022)  | 27                       | Artigat, La Bastide-de-Besplas, Les Bordes-sur-Arize, Camarade, Campagne-sur-Arize, Carla-Bayle, Castéras, Castex, Daumazan-sur-Arize, Durfort, Fornex, Le Fossat, Gabre, Lanoux, Lézat-sur-Lèze, Loubaut, Le Mas-d'Azil, Méras, Monesple, Montfa, Pailhès, Sabarat, Saint-Ybars, Sainte-Suzanne, Sieuras, Thouars-sur-Arize, Villeneuve-du-Latou. | Muriel Freyche                   | PS                  |                 |             |
| 3  | Couserans Est       | La Bastide-de-Sérou   | 9 721 (2022)   | 37                       | Aigues-Juntes, Aleu, Allières, Alos, Alzen, Aulus-les-Bains, La Bastide-de-Sérou, Biert, Boussenac, Cadarcet, Castelnau-Durban, Clermont, Couflens, Durban-sur-Arize, Encourtiech, Ercé, Erp, Esplas-de-Sérou, Lacourt, Larbont, Lescure, Massat, Montagagne, Montels, Montseron, Nescus, Oust, Le Port, Rimont, Rivèrenert, Seix, Sentenac-d'Oust, Sentenac-de-Sérou, Soueix-Rogalle, Soulan, Suzan, Ustou.                                                                                          |                                  | Olivier Raton       | PS              |             |
| 3  | Couserans Est       | La Bastide-de-Sérou   | 9 721 (2022)   | 37                       | Aigues-Juntes, Aleu, Allières, Alos, Alzen, Aulus-les-Bains, La Bastide-de-Sérou, Biert, Boussenac, Cadarcet, Castelnau-Durban, Clermont, Couflens, Durban-sur-Arize, Encourtiech, Ercé, Erp, Esplas-de-Sérou, Lacourt, Larbont, Lescure, Massat, Montagagne, Montels, Montseron, Nescus, Oust, Le Port, Rimont, Rivèrenert, Seix, Sentenac-d'Oust, Sentenac-de-Sérou, Soueix-Rogalle, Soulan, Suzan, Ustou.                                                                                          | Christine Tequi                  | PS                  |                 |             |
| 4  | Couserans Ouest     | Saint-Girons          | 10 742 (2022)  | 29                       | Antras, Argein, Arrien-en-Bethmale, Arrout, Aucazein, Audressein, Augirein, Balacet, Balaguères, Bethmale, Bonac-Irazein, Bordes-Uchentein, Buzan, Castillon-en-Couserans, Cescau, Engomer, Eycheil, Galey, Illartein, Montégut-en-Couserans, Moulis, Orgibet, Saint-Girons, Saint-Jean-du-Castillonnais, Saint-Lary, Salsein, Sentein, Sor, Villeneuve. |                                  |                     | Nadine Nény     | DVG         |
| 4  | Couserans Ouest     | Saint-Girons          | 10 742 (2022)  | 29                       | Antras, Argein, Arrien-en-Bethmale, Arrout, Aucazein, Audressein, Augirein, Balacet, Balaguères, Bethmale, Bonac-Irazein, Bordes-Uchentein, Buzan, Castillon-en-Couserans, Cescau, Engomer, Eycheil, Galey, Illartein, Montégut-en-Couserans, Moulis, Orgibet, Saint-Girons, Saint-Jean-du-Castillonnais, Saint-Lary, Salsein, Sentein, Sor, Villeneuve. | Jean-Noël Vigneau                | DVG                 |                 |             |
| 5  | Foix                | Foix                  | 13 742 (2022)  | 6                        | Cos, Ferrières-sur-Ariège, Foix, Ganac, Montgailhard, Saint-Pierre-de-Rivière. |                                  |                     | Fabien Guichou  | PS          |
| 5  | Foix                | Foix                  | 13 742 (2022)  | 6                        | Cos, Ferrières-sur-Ariège, Foix, Ganac, Montgailhard, Saint-Pierre-de-Rivière. | Véronique Rumeau                 | PS                  |                 |             |
| 6  | Mirepoix            | Mirepoix              | 13 340 (2022)  | 35                       | Aigues-Vives, La Bastide-de-Bousignac, La Bastide-sur-l'Hers, Belloc, Besset, Camon, Cazals-des-Baylès, Coutens, Dun, Esclagne, Lagarde, Lapenne, Laroque-d'Olmes, Léran, Limbrassac, Malegoude, Manses, Mirepoix, Montbel, Moulin-Neuf, Le Peyrat, Pradettes, Régat, Rieucros, Roumengoux, Saint-Félix-de-Tournegat, Saint-Julien-de-Gras-Capou, Saint-Quentin-la-Tour, Sainte-Foi, Tabre, Teilhet, Tourtrol, Troye-d'Ariège, Vals, Viviès.                                                          |                                  | Nicole Quillien     | PS              |             |
| 6  | Mirepoix            | Mirepoix              | 13 340 (2022)  | 35                       | Aigues-Vives, La Bastide-de-Bousignac, La Bastide-sur-l'Hers, Belloc, Besset, Camon, Cazals-des-Baylès, Coutens, Dun, Esclagne, Lagarde, Lapenne, Laroque-d'Olmes, Léran, Limbrassac, Malegoude, Manses, Mirepoix, Montbel, Moulin-Neuf, Le Peyrat, Pradettes, Régat, Rieucros, Roumengoux, Saint-Félix-de-Tournegat, Saint-Julien-de-Gras-Capou, Saint-Quentin-la-Tour, Sainte-Foi, Tabre, Teilhet, Tourtrol, Troye-d'Ariège, Vals, Viviès.                                                          | Alain Toméo                      | PS                  |                 |             |
| 7  | Pamiers-1           | Pamiers               | 12 842 (2022)  | 14 + fraction de Pamiers | Artix, Benagues, Bézac, Escosse, Lescousse, Madière, Rieux-de-Pelleport, Saint-Bauzeil, Saint-Jean-du-Falga, Saint-Martin-d'Oydes, Saint-Michel, Saint-Victor-Rouzaud, Unzent et la partie ouest de la commune de Pamiers . |                                  | Jean-Christophe Cid | PS              |             |
| 7  | Pamiers-1           | Pamiers               | 12 842 (2022)  | 14 + fraction de Pamiers | Artix, Benagues, Bézac, Escosse, Lescousse, Madière, Rieux-de-Pelleport, Saint-Bauzeil, Saint-Jean-du-Falga, Saint-Martin-d'Oydes, Saint-Michel, Saint-Victor-Rouzaud, Unzent et la partie ouest de la commune de Pamiers . | Marie-France Vilaplana           | PS                  |                 |             |
| 8  | Pamiers-2           | Pamiers               | 15 612 (2022)  | 7 + fraction de Pamiers  | Arvigna, Le Carlaret, Les Issards, Ludiès, Les Pujols, Saint-Amadou, La Tour-du-Crieu et la partie est de la commune de Pamiers . |                                  | Jérôme Blasquez     | PS              |             |
| 8  | Pamiers-2           | Pamiers               | 15 612 (2022)  | 7 + fraction de Pamiers  | Arvigna, Le Carlaret, Les Issards, Ludiès, Les Pujols, Saint-Amadou, La Tour-du-Crieu et la partie est de la commune de Pamiers . | Monique Bordes                   | PS                  |                 |             |
| 9  | Pays d'Olmes        | Lavelanet             | 12 189 (2022)  | 23                       | L'Aiguillon, Bélesta, Bénaix, Carla-de-Roquefort, Dreuilhe, Fougax-et-Barrineuf, Freychenet, Ilhat, Lavelanet, Lesparrou, Leychert, Lieurac, Montferrier, Montségur, Nalzen, Péreille, Raissac, Roquefixade, Roquefort-les-Cascades, Saint-Jean-d'Aigues-Vives, Sautel, Soula, Villeneuve-d'Olmes. |                                  |                     | Jessica Miquel  | DVG         |
| 9  | Pays d'Olmes        | Lavelanet             | 12 189 (2022)  | 23                       | L'Aiguillon, Bélesta, Bénaix, Carla-de-Roquefort, Dreuilhe, Fougax-et-Barrineuf, Freychenet, Ilhat, Lavelanet, Lesparrou, Leychert, Lieurac, Montferrier, Montségur, Nalzen, Péreille, Raissac, Roquefixade, Roquefort-les-Cascades, Saint-Jean-d'Aigues-Vives, Sautel, Soula, Villeneuve-d'Olmes. | Marc Sanchez                     | DVG                 |                 |             |
| 10 | Portes d'Ariège     | Saverdun              | 13 619 (2022)  | 16                       | La Bastide-de-Lordat, Bonnac, Brie, Canté, Esplas, Gaudiès, Justiniac, Labatut, Lissac, Mazères, Montaut, Saint-Quirc, Saverdun, Trémoulet, Le Vernet, Villeneuve-du-Paréage. |                                  |                     | Géraldine Pons  | DVD         |
| 10 | Portes d'Ariège     | Saverdun              | 13 619 (2022)  | 16                       | La Bastide-de-Lordat, Bonnac, Brie, Canté, Esplas, Gaudiès, Justiniac, Labatut, Lissac, Mazères, Montaut, Saint-Quirc, Saverdun, Trémoulet, Le Vernet, Villeneuve-du-Paréage. | Jean-Michel Soler                | DVD                 |                 |             |
| 11 | Portes du Couserans | Saint-Lizier          | 9 540 (2022)   | 28                       | Bagert, Barjac, La Bastide-du-Salat, Bédeille, Betchat, Caumont, Cazavet, Cérizols, Contrazy, Fabas, Gajan, Lacave, Lasserre, Lorp-Sentaraille, Mauvezin-de-Prat, Mauvezin-de-Sainte-Croix, Mercenac, Mérigon, Montardit, Montesquieu-Avantès, Montgauch, Montjoie-en-Couserans, Prat-Bonrepaux, Saint-Lizier, Sainte-Croix-Volvestre, Taurignan-Castet, Taurignan-Vieux, Tourtouse. |                                  |                     | Nathalie Auriac | PS          |
| 11 | Portes du Couserans | Saint-Lizier          | 9 540 (2022)   | 28                       | Bagert, Barjac, La Bastide-du-Salat, Bédeille, Betchat, Caumont, Cazavet, Cérizols, Contrazy, Fabas, Gajan, Lacave, Lasserre, Lorp-Sentaraille, Mauvezin-de-Prat, Mauvezin-de-Sainte-Croix, Mercenac, Mérigon, Montardit, Montesquieu-Avantès, Montgauch, Montjoie-en-Couserans, Prat-Bonrepaux, Saint-Lizier, Sainte-Croix-Volvestre, Taurignan-Castet, Taurignan-Vieux, Tourtouse. | Michel Pichan                    | PS                  |                 |             |
| 12 | Sabarthès           | Tarascon-sur-Ariège   | 11 644 (2022)  | 29                       | Alliat, Arignac, Arnave, Auzat, Bédeilhac-et-Aynat, Bompas, Capoulet-et-Junac, Cazenave-Serres-et-Allens, Celles, Génat, Gestiès, Gourbit, Illier-et-Laramade, Lapège, Lercoul, Mercus-Garrabet, Miglos, Montoulieu, Niaux, Orus, Prayols, Quié, Rabat-les-Trois-Seigneurs, Saint-Paul-de-Jarrat, Saurat, Siguer, Surba, Tarascon-sur-Ariège, Val-de-Sos. |                                  |                     | Joëlle Eychenne | DVG         |
| 12 | Sabarthès           | Tarascon-sur-Ariège   | 11 644 (2022)  | 29                       | Alliat, Arignac, Arnave, Auzat, Bédeilhac-et-Aynat, Bompas, Capoulet-et-Junac, Cazenave-Serres-et-Allens, Celles, Génat, Gestiès, Gourbit, Illier-et-Laramade, Lapège, Lercoul, Mercus-Garrabet, Miglos, Montoulieu, Niaux, Orus, Prayols, Quié, Rabat-les-Trois-Seigneurs, Saint-Paul-de-Jarrat, Saurat, Siguer, Surba, Tarascon-sur-Ariège, Val-de-Sos. | Philippe Pujol                   | DVG                 |                 |             |
| 13 | Val d'Ariège        | Varilhes              | 14 919 (2022)  | 28                       | Arabaux, Baulou, Bénac, Le Bosc, Brassac, Burret, Calzan, Cazaux, Coussa, Crampagna, Dalou, Gudas, L'Herm, Loubens, Loubières, Malléon, Montégut-Plantaurel, Pradières, Saint-Félix-de-Rieutord, Saint-Jean-de-Verges, Saint-Martin-de-Caralp, Ségura, Serres-sur-Arget, Varilhes, Ventenac, Vernajoul, Verniolle, Vira. |                                  |                     | Martine Esteban | PS          |
| 13 | Val d'Ariège        | Varilhes              | 14 919 (2022)  | 28                       | Arabaux, Baulou, Bénac, Le Bosc, Brassac, Burret, Calzan, Cazaux, Coussa, Crampagna, Dalou, Gudas, L'Herm, Loubens, Loubières, Malléon, Montégut-Plantaurel, Pradières, Saint-Félix-de-Rieutord, Saint-Jean-de-Verges, Saint-Martin-de-Caralp, Ségura, Serres-sur-Arget, Varilhes, Ventenac, Vernajoul, Verniolle, Vira. | Jean-Paul Ferré                  | PS                  |                 |             |
|    |                     |                       | 155 339 (2022) | 326                      | |                                  |                     |                 |             |

### Répartition par arrondissement
Contrairement à l'ancien découpage où chaque canton était inclus à l'intérieur d'un seul arrondissement, le nouveau découpage territorial s'affranchit des limites des arrondissements. Certains cantons peuvent être composés de communes appartenant à des arrondissements différents. Dans le département de l'Ariège, c'est le cas de deux cantons (Pamiers-1, Pays d'Olmes).
Le tableau suivant présente la répartition par arrondissement :
| N° | Canton              | Foix | Pamiers                  | Saint-Girons | Total                    |
| -- | ------------------- | ---- | ------------------------ | ------------ | ------------------------ |
| 1  | Haute-Ariège        | 47   |                          |              | 47                       |
| 2  | Arize-Lèze          |      |                          | 27           | 27                       |
| 3  | Couserans Est       |      |                          | 37           | 37                       |
| 4  | Couserans Ouest     |      |                          | 29           | 29                       |
| 5  | Foix                | 6    |                          |              | 6                        |
| 6  | Mirepoix            |      | 35                       |              | 35                       |
| 7  | Pamiers-1           | 3    | 10 + fraction de Pamiers |              | 13 + fraction de Pamiers |
| 8  | Pamiers-2           |      | 7 + fraction de Pamiers  |              | 7 + fraction de Pamiers  |
| 9  | Pays d'Olmes        | 2    | 21                       |              | 23                       |
| 10 | Portes d'Ariège     |      | 16                       |              | 16                       |
| 11 | Portes du Couserans |      |                          | 28           | 28                       |
| 12 | Sabarthès           | 28   |                          |              | 28                       |
| 13 | Val d'Ariège        | 28   |                          |              | 28                       |
|    |                     | 115  | 91                       | 121          | 327                      |